# Публий Юлий Луп (консул 98 г.)
Публий Юлий Луп (на латински: Publius Iulius Lupus) е сенатор на Римската империя през 1 век.
Той се жени за Ария Фадила, дъщеря на Гней Арий Антонин (суфектконсул 69 и 97 г.) и Бойония Процила. Тя е вдовица на Тит Аврелий Фулв (консул 89 г.) и майка на бъдещия император Антонин Пий. Двамата с Ария Фадила имат две дъщери Юлия Фадила и Ария Лупула.
През 98 г. Публий Юлий Луп е суфектконсул с неизвестен колега.